# Los Alpes, Zacatecas
Los Alpes är en ort i Mexiko.   Den ligger i kommunen Pinos och delstaten Zacatecas, i den centrala delen av landet, 400 km nordväst om huvudstaden Mexico City. Los Alpes ligger 2 247 meter över havet och antalet invånare är 115.
Terrängen runt Los Alpes är huvudsakligen platt, men åt nordost är den kuperad. Runt Los Alpes är det glesbefolkat, med 19 invånare per kvadratkilometer. Närmaste större samhälle är Ojuelos de Jalisco, 7,3 km väster om Los Alpes. Omgivningarna runt Los Alpes är i huvudsak ett öppet busklandskap.